# Aloe succotrina
Aloe succotrina és una espècie de planta suculenta del gènere dels àloes dins la família de les asfodelàcies nativa de Sud-àfrica. D'aquesta planta s'extreu el sèver sucotrí, emprat antigament en medicina per les seves propietats com a purgant.